# 正乐
正乐 （字面意识“正统音乐”）是朝鲜宫廷音乐的一种。 
正乐一般被划定为朝鲜贵族音乐，是在非正式场合为朝鲜王朝上层人士演奏的音乐。正乐基本上是乐器演奏。主要代表作有《寿济天》、《灵山会相》和《千年万岁》等。